# Samuel Jacques Hollard

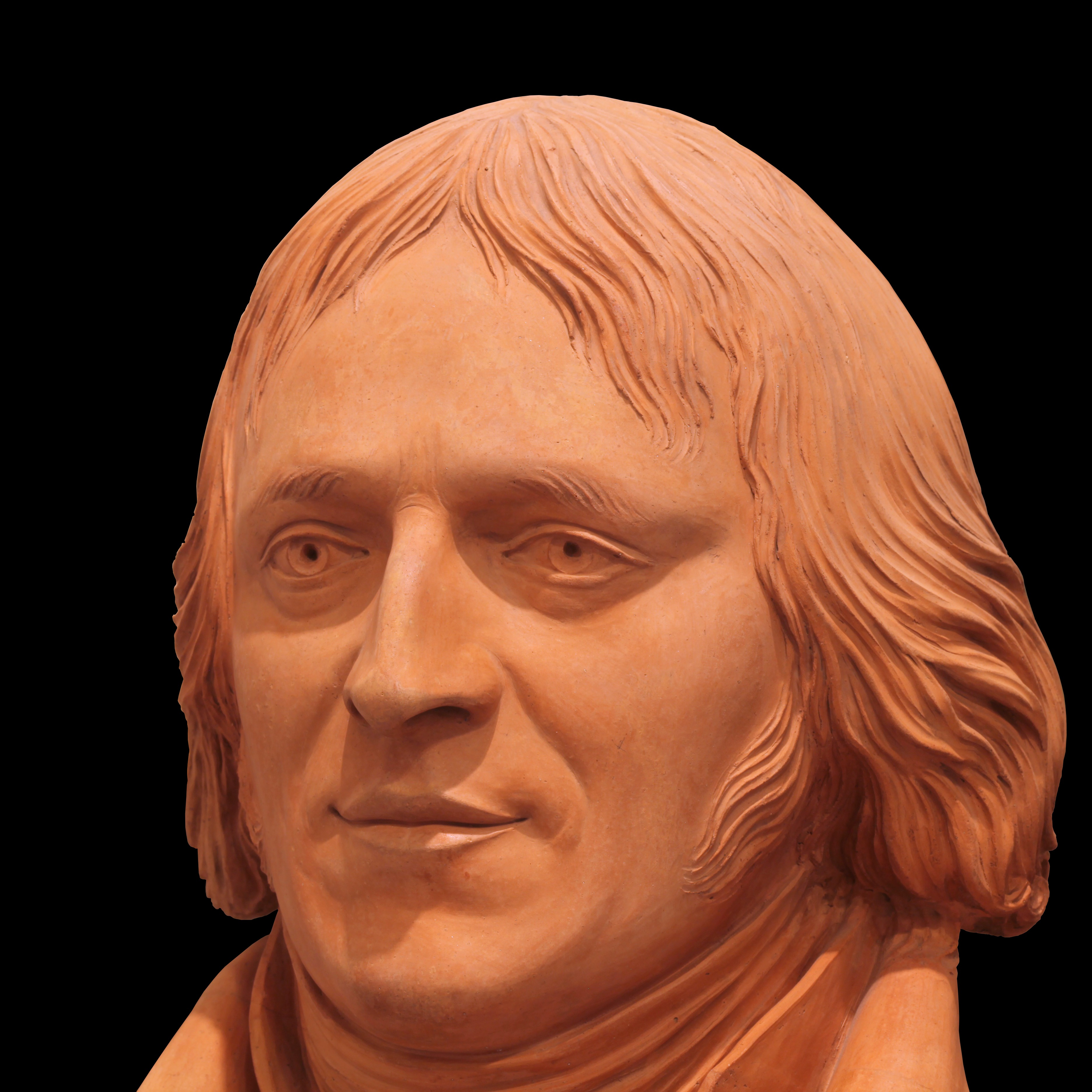
Samuel Jacques Hollard

Samuel Jacques Hollard (* 17. Juli 1759 in Lausanne; † 23. September 1832 ebenda, heimatberechtigt in Orbe und Lausanne) war ein konservativer Schweizer Politiker.

## Ausbildung und Beruf
Hollard absolvierte ein Rechtsstudium und wurde später Notar. Unter der bernischen Herrschaft war er zuerst als Säckelmeister und später als Vermögensverwalter und Bankier tätig.

## Politische Karriere
1803, in der Zeit der Mediation, wurde Samuel Jacques Hollard zum ersten Stadtpräsidenten von Lausanne gewählt; er hatte das Amt bis 1815 inne. Von 1803 bis 1808 gehörte er zudem dem Grossen Rat des Kantons Waadt an.
Hollard trug wesentlich zum Ausbau der Stadt Lausanne bei: Während seiner Amtszeit entstanden das Parlamentsgebäude (1804), die Post Saint-François (1808), die Kirche La Mercerie (1811). Ab 1812 liess er das Tal der Louve auffüllen, um darauf die Place de la Riponne errichten zu können.